# J.W. Cappelens Forlag

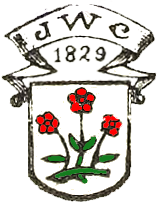
Stema editurii

J.W. Cappelens Forlag, menționată de obicei sub forma prescurtată Cappelen, a fost una dintre cele mai vechi edituri din Norvegia.

## Istoric
J.W. Cappelens Forlag a fost fondată în 1829 de către Jørgen Wright Cappelen din prestigioasa familie Cappelen. Torger Baardseth a fost director al editurii Cappelen între 1904 și 1943. J.W. Cappelens Forlag a fost preluată de către grupul media suedez Bonnier în 1987. În anul 2007 a fuzionat cu N.W. Damm & Søn, o altă editură norvegiană veche, și a format editura Cappelen Damm. Ultimul ei director a fost Sindre Guldvog.
N.W. Damm & Søn a fost fondată în 1843 de către Niels Wilhelm Damm. Ea a fost preluată de grupul media danez Egmont în 1984 și a fuzionat cu editura Hjemmets în 2001.